# Schulwerk der Diözese Augsburg
Das Schulwerk der Diözese Augsburg ist eine Stiftung des öffentlichen Rechts und Träger freier katholischer Schulen mit Sitz in der Böheimstraße 8 in Augsburg. Sämtliche Schulen sind staatlich
 anerkannt.

## Beschreibung
Das Schulwerk der Diözese Augsburg (Bistum Augsburg) wurde 1975 unter der Federführung von Bischof Josef Stimpfle ins Leben gerufen. Die zuständige Stiftungsaufsichtsbehörde ist die Bischöfliche Finanzkammer der Diözese Augsburg. Laut Satzung ist es Aufgabe und Zweck dieser kirchlichen Stiftung, Träger von vorschulischen, schulischen und schulähnlichen Einrichtungen katholischer Prägung zu sein, vornehmlich im Raum der Diözese Augsburg. Solche Einrichtungen wurden seit Jahrhunderten zum größten Teil von sog. Schulorden getragen wie beispielsweise von den Dillinger Franziskanerinnen, den Benediktinern, den Maria-Ward-Schwestern oder den Franziskanerinnen von Maria Stern. Demzufolge sind das christliche Menschenbild und der Glaube der Kirche in Verbindung mit der jeweiligen Ordenstradition von besonderer Bedeutung für die Einrichtungen des Schulwerks. Sie bieten eine kirchlich geprägte Alternative zum öffentlichen Schulwesen. Vorsitzender des Stiftungsrats ist der Bischof von Augsburg, Vorsitzender des Stiftungsbeirats ist Weihbischof Florian Wörner. Peter Kosak ist Vorsitzender des Vorstands.

## Aufgaben
Das Schulwerk der Diözese Augsburg nimmt sämtliche Aufgaben eines Schulträgers wahr, wobei die Gewährleistung der Rahmenbedingungen für eine leistungsfähige, werteorientierte, zeitgemäße und schülerfreundliche Schule oberste Priorität hat. Demzufolge sind seine konkreten Aufgaben:
- Personalversorgung der Schulen und Personalverwaltung
- Finanz- und Immobilienverwaltung
- Organisation des Schulbetriebs in Zusammenarbeit mit den Schulleitungen
- Förderung des katholischen und pädagogischen Profils der Schulen

Das Schulwerk beschäftigt über 2.000 Mitarbeiter. Es führt 46 Schulen, die alle Mitglied im Katholischen Schulwerk in Bayern sind.

## Zugehörige Schulen
Dem Schulwerk der Diözese Augsburg gehören 10 Gymnasien, 21 Realschulen, sechs Grundschulen, eine Mittelschule, fünf Fachakademien für Sozialpädagogik, eine Fachschule, eine Berufsfachschule für Ernährung und Versorgung sowie eine Berufsfachschule für Kinderpflege an.

### Gymnasien
- Gymnasium Maria Stern Augsburg
- Maria-Ward-Gymnasium Augsburg
- Marianum Buxheim
- St.-Bonaventura-Gymnasium Dillingen
- Maria-Ward-Gymnasium Günzburg
- Kolleg der Schulbrüder Illertissen
- Marien-Gymnasium Kaufbeuren
- Maristenkolleg in Mindelheim
- Rhabanus-Maurus-Gymnasium St. Ottilien
- St.-Thomas-Gymnasium Wettenhausen

### Realschulen
- Realschule Maria Stern Augsburg
- Bischof-Ulrich-Realschule Augsburg
- Realschule St. Ursula Augsburg
- Maria-Ward-Realschule Augsburg
- Liebfrauenschule Dießen
- St.-Bonaventura-Realschule Dillingen
- Realschule Heilig Kreuz Donauwörth
- Realschule St. Ursula Donauwörth
- Maria-Ward Realschule Günzburg
- Johannes-von-La Salle-Realschule Illertissen
- Mädchenrealschule Maria Stern Immenstadt
- Marien-Realschule Kaufbeuren
- Maria-Ward-Schule Kempten
- Maria-Ward-Realschule Lindau
- Maria-Ward-Realschule Mindelheim
- Maristenkolleg Mindelheim
- Maria-Ward-Schule Neuburg an der Donau
- Realschule Maria Stern Nördlingen
- Maria-Ward-Realschule Schrobenhausen
- Benedictus-Realschule Tutzing
- Maria-Ward-Realschule Wallerstein

### Fachakademien
- Fachakademie für Sozialpädagogik Maria Stern Augsburg
- Fachakademie für Sozialpädagogik Dillingen
- Fachschule für Grundschulkindbetreuung Maria Stern Nördlingen
- Fachakademie für Sozialpädagogik der Christlichen Jugendhilfe Kempten
- Fachakademie für Sozialpädagogik Maria Stern Nördlingen
- Fachakademie für Sozialpädagogik Marienheim Lindau

### Berufsfachschulen, Fachoberschule
- Berufsfachschule für Ernährung und Versorgung Maria Stern Augsburg
- Berufsfachschule für Kinderpflege Marienheim Lindau
- St.-Bonaventura-Fachoberschule Dillingen

### Grundschulen und Mittelschule
- St.-Michael-Schule Katholische Freie Grundschule Neu-Ulm
- Franz-von-Assisi-Schule, Kathol. Freie Grundschule Augsburg
- Franz-von-Assisi-Schule, Kathol. Freie Mittelschule Augsburg
- St.-Franziskus-Schule Katholische Freie Grundschule Neuburg a. d. Donau
- Bischof-Ulrich-Grundschule Augsburg Katholische Freie Grundschule
- St.-Josef-Schule Katholische Freie Grundschule Mindelheim

## Direktoren
| 1975–1994           | Gerhard Ettl |
| 1994–2015           | Ulrich Haaf  |
| seit 1. Januar 2016 | Peter Kosak  |

## Petrus-Canisius-Preis
Das Schulwerk vergibt seit 2012 jährlich den nach dem einstigen Domprediger benannten Petrus-Canisius-Preis an Schüler (Projekte/Gruppen), die sich in besonderer Weise für die Schulgemeinschaft an einer katholischen Schule einsetzen. Seit 2017 (sechste Preisverleihung) sind zusätzlich die Kategorien Lehrerprojekte und Schulfamilienprojekte eingerichtet worden. Alle drei Kategorien sind jeweils mit 1.000 Euro dotiert.